# Swadbicze
Swadbicze (biał. Свадзьбічы, Swadźbiczy; ros. Свадьбичи, Swadbiczi) – wieś na Białorusi, w obwodzie brzeskim, w rejonie bereskim, w sielsowiecie Siehniewicze, przy drodze republikańskiej R2.

## Historia
W Rzeczypospolitej Obojga Narodów leżały w województwie brzeskolitewskim, w powiecie brzeskolitewskim. Odpadły od Polski w wyniku III rozbioru.
W XIX i w początkach XX w. położone były w Rosji, w guberni grodzieńskiej, w powiecie prużańskim, w gminie Rewiatycze. Znajdowała się tu stacja pocztowa traktu Brześć – Moskwa, położona pomiędzy stacjami Zaprudy i Biercza.
W dwudziestoleciu międzywojennym wieś i folwark leżące w Polsce, w województwie poleskim, w powiecie prużańskim, do 1 kwietnia 1932 w gminie Rewiatycze, następnie w gminie Siechniewicze. W 1921 wieś liczyła 78 mieszkańców, zamieszkałych w 14 budynkach, w tym 68 Białorusinów i 10 Żydów. 68 mieszkańców było wyznania prawosławnego i 10 mojżeszowego. Folwark liczył zaś 5 mieszkańców, zamieszkałych w 1 budynku, w tym 4 Białorusinów i 1 Polaka. 4 mieszkańców było wyznania prawosławnego i 1 rzymskokatolickiego.
Po II wojnie światowej w granicach Związku Sowieckiego. Od 1991 w niepodległej Białorusi.
Urodził tu się białoruski wojskowy i polityk Wiktar Huminski.